# Orthetrum caledonicum
Espèce
Orthetrum caledonicum est une espèce de libellule répandue dans toute l'Australie y compris la Tasmanie, en Nouvelle-Guinée, en Nouvelle-Calédonie, dans les îles Loyauté et les petites îles de la Sonde.
Les mâles ont un thorax bleu pulvérulent et l'abdomen bleu pruinescent à l'âge adulte. Les femelles sont de couleur brun gris tandis qu'elles sont jaunes avec des marques noires tout de suite après la mue.
Ce sont des libellules de taille moyenne (longueur de 4,5 cm et envergure de 7 cm).
Elles habitent les cours d'eau temporaires.

## Galerie

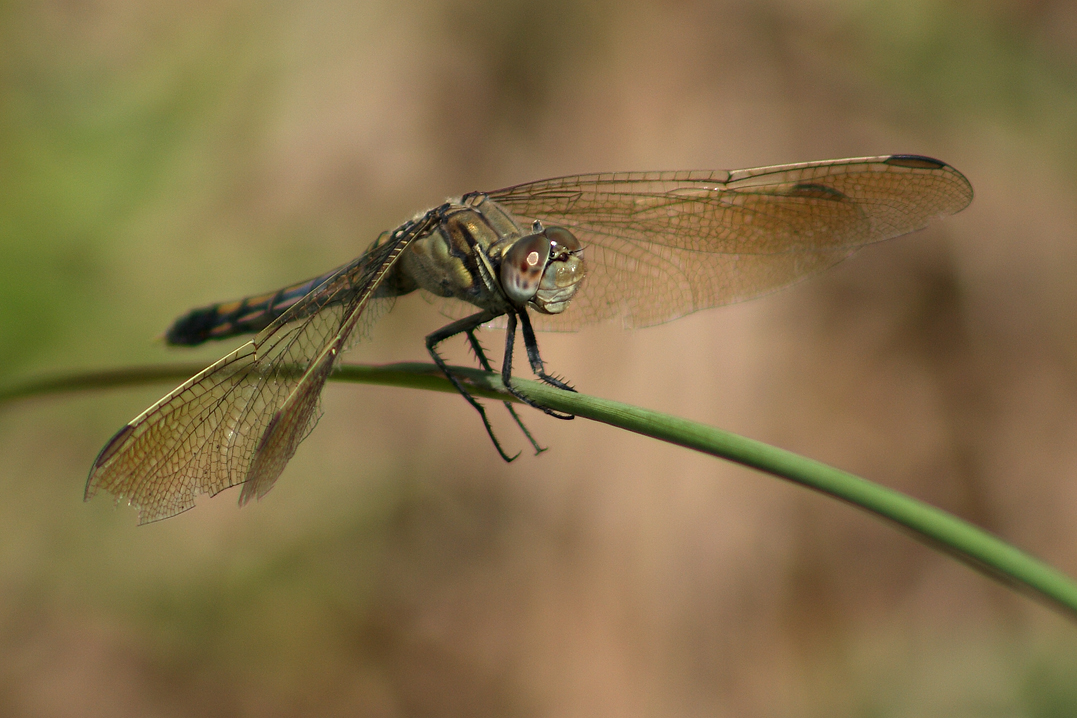
Femelle
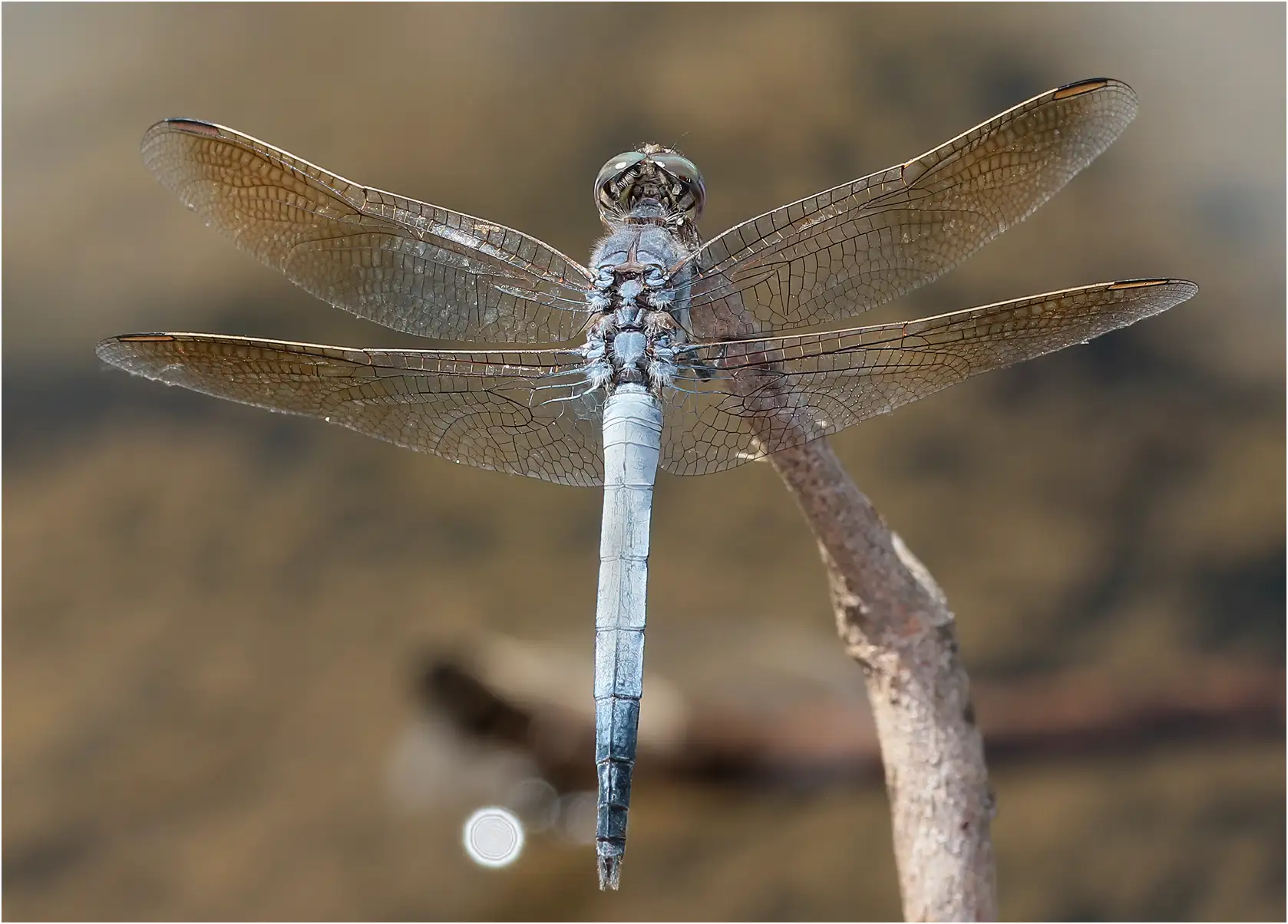
Mâle
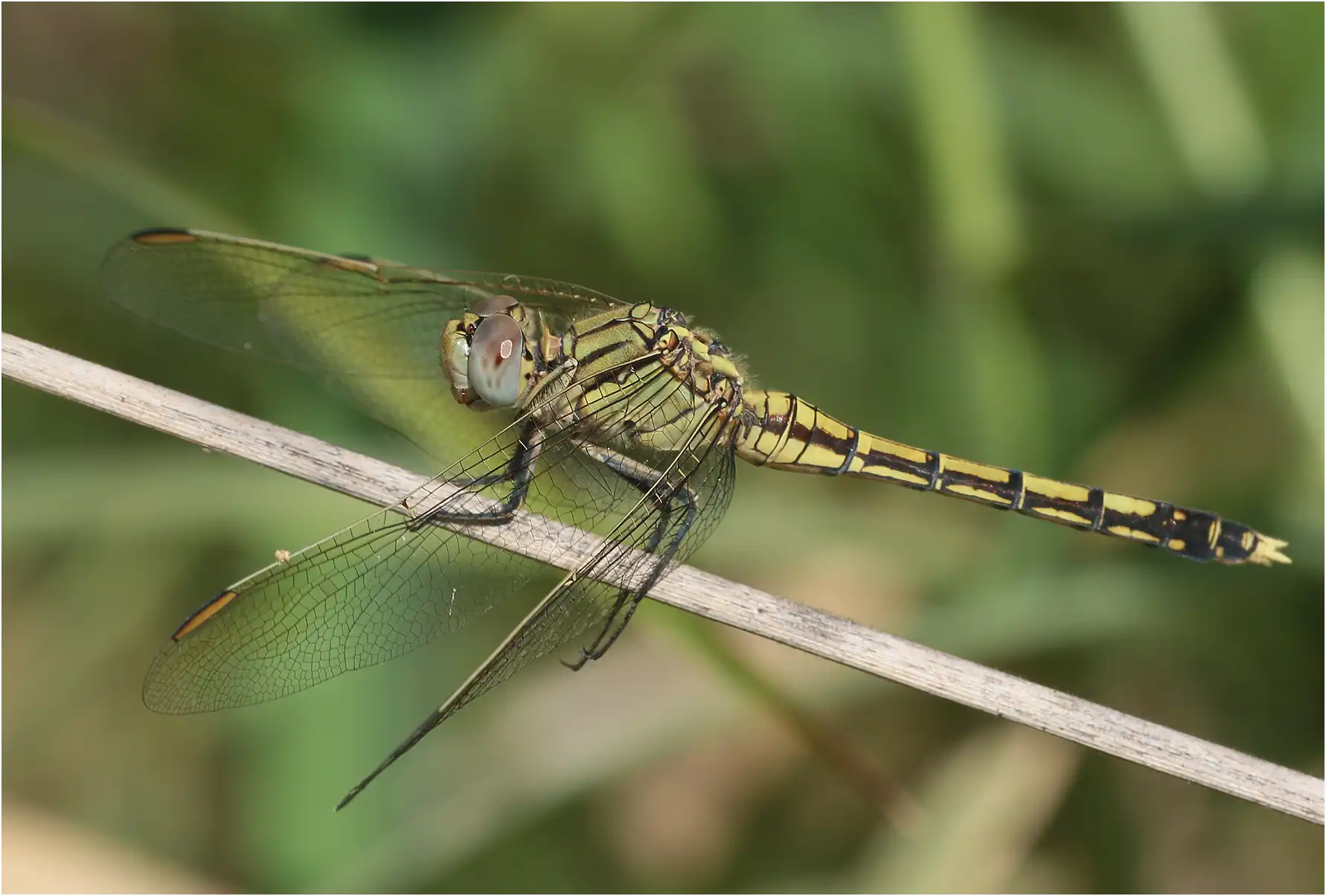
Femelle